# Station française au détroit de Scoresby
Dans le cadre de la seconde Année polaire internationale (1932-1933) à laquelle la France a décidé de participer, une équipe de quinze français, membres de la Marine nationale ou scientifiques, a séjourné, du 26 juillet 1932 au 16 août 1933, dans le détroit de Scoresby au Groenland.

## Origine
Cinquante ans après la première Année polaire de 1881, le projet d’organisation d’une nouvelle année polaire en 1932-1933 est émis par le Comité météorologique international et approuvé par l’assemblée générale de l’Union géodésique et géophysique internationale tenue à Stockholm en août 1930.
Il s’agit de faire pendant une année, sur l’ensemble de la planète et plus particulièrement dans les régions polaires, des observations géophysiques et météorologiques approfondies en de nombreux endroits.
Le programme de la participation française - d'un budget de 4 millions de francs accordé par le Parlement - comprenait :
- L’établissement au détroit de Scoresby d’une station magnétique et électrique, d’une station météorologique voisine de la précédente et d’une station aérologique située au-dessus des couches brumeuses habituelles ;
- L’établissement d’une station météorologique, magnétique et électrique aux îles Kerguelen, dans le sud de l’océan Indien, avec une station météorologique auxiliaire à l’île Saint-Paul, un peu plus au nord ;
- Le renforcement de stations météorologiques et magnétiques en Afrique à Tamanrasset, Dakar, Bangui et Impfondo.

Jean-Baptiste Charcot est chargé par la Commission polaire française d’organiser la seule station polaire. Le Danemark, dès le début des pourparlers, propose le détroit de Scoresby, situé sur la côte orientale du Groenland par 70° 30 de latitude Nord et 25° longitude Ouest. Il y a déjà navigué en 1925 et 1926 avec son navire le Pourquoi Pas ? IV pour aider les Danois à établir la colonie.

## Membres de la mission
Cette mission, sous la responsabilité du lieutenant de vaisseau Yann Habert, se compose de :
- Alexandre Dauvillier, chargé des études concernant les aurores polaires, le champ électrique terrestre, la conductibilité et l’ionisation de l’air, les rayons cosmiques et l’ultraviolet solaire ;
- Jean-Pierre Rothé, chargé des observations concernant le magnétisme terrestre et les courants telluriques, ainsi que les recherches géologiques ;
- Paul Tcherniakowsky (frère du réalisateur Pierre Tchernia), chargé des études biologiques ;
- l’enseigne de vaisseau Auzanneau, chargé de la météorologie et des prises de vue cinématographiques ;
- le lieutenant de vaisseau Max Douguet, chargé des travaux de radioélectricité, des radiosondages météorologiques et de l’hydrographie ;
- le médecin de 1re classe Le Mehauté ;
- le second-maître Monniot chargé de la radiotélégraphie ;
- une équipe de quartiers-maîtres de la Marine nationale complète la mission :
  - deux radiotélégraphistes : Chapelain et Garrigou ;
  - deux électriciens : Henry et Lozahic ;
  - deux mécaniciens : Guillaume Broudin et Henri Delaporte ;
  - un cuisinier : Le Diraizon

## Préparatifs (1931)[5]
En août 1931, à bord du Pourquoi Pas ?, Charcot se rend au détroit de Scoresby pour choisir l’emplacement des bâtiments destinés aux observations et aux locaux d’habitation, préparer ces derniers et s’entendre avec les représentants danois et les Eskimos ammassalimiut pour l’aide qu’ils pourraient apporter.
Arrivé le 6 août 1931 dans la baie de Rosenvinge à Ittoqqortoormiit, Charcot aidé par les fonctionnaires danois détermine les emplacements des installations et transporte à pied d'œuvre le matériel nécessaire à leurs fondations et constructions.
Une fois de plus, les rapports avec les Eskimos sont excellents. Sympathiques, intelligents et serviables, ils viennent faire des manœuvres et acrobaties dans leur kayaks autour du Pourquoi-Pas ?
La campagne de 1931 ayant atteint son but, la Commission, aidée par la Marine nationale, décide d’organiser la mission pour l’été 1932.

## Déroulement de la mission (1932/1933)

### Transports et matériels
La Marine nationale fournit une grande quantité de matériel (280 tonnes) à bord du Pollux, ancien brise-glace de la marine impériale russe, de 1 500 tonneaux et 2 000 chevaux commandé par le Capitaine de corvette Émile Mailloux, disposant d'un équipage de 120 hommes.
Le Pourquoi-Pas ?, commandé par Auguste Chatton, accompagnait également avec 70 tonnes de matériel.

### Travaux scientifiques[6]
Le plan des travaux de l'Année polaire a été établi pour la Conférence météorologique internationale à Copenhague en 1929. Cette Conférence émit l'avis que des observations météorologiques, magnétiques et aurorales effectuées pendant une année dans un réseau de stations situées dans l'Arctique et l'Atlantique amélioreraient la connaissance et la compréhension des phénomènes météorologiques, magnétiques et auroraux, non seulement dans les régions polaires mais aussi à l'échelle globale. L'idée était que cette connaissance accrue trouverait une application pratique et qu'elle aiderait à résoudre les problèmes de prévision météorologique, de radio-télégraphique, de magnétisme terrestre et de navigation maritime et aérienne. 
À l'issue de l'Année polaire, la principale publication française est représentée par trois gros volumes. Cependant, toutes les observations n'ont pas été publiées. Il manque en effet les résultats des mesures météorologiques et des radiosondages effectuées par les marins qui dès leur retour n'ont pu que remettre les graphiques et carnets d'observations à la Météorologie nationale.

#### Magnétisme terrestre
Une première tâche consistait à mesurer et à enregistrer le champ magnétique terrestre (la déclinaison, les composantes verticales et horizontales). Du 24 novembre 1932 au 14 août 1933, la mission a effectué l'enregistrement en continu, soit 19 000 moyennes horaires, via deux groupes de variomètres magnétiques mis au point à Copenhague par le professeur La Cour, l'un des groupes déroulait le papier à 15 mm/h et l'autre à 180 mm/h destiné à la lecture avec une précision de 3  à   4 s du début de certaines perturbations.

#### Aurores et ozone atmosphériques
Un « quart aux aurores » fut organisé auquel participait la plupart des membres de la mission, officiers, chercheurs civils et matelots au grand dam de ces derniers qui trouvaient cette activité particulièrement pénible. Ces observations étaient effectuées de nuit par quart de 3 heures pendant 7 jours consécutifs depuis l'observatoire bâti sur le toit d'une des maisons de la mission.
Plus de 10 000 observations de phénomènes auroraux ont été notées, qui peuvent être comparées avec les enregistrements du champ magnétique.
L'étude de la formation d'ozone atmosphérique figurait également au programme des recherches menées par Dauvillier. Ce dernier concluait que la production d'ozone est due à l'activité aurorale, c'est-à-dire à l'état électrique de la haute atmosphère ; ce gaz relativement lourd, tombe vers le sol en mettant environ 1 mois pour attendre la basse atmosphère.

#### Mesures magnétiques sur le terrain
Plusieurs mesures de la valeur absolue du champ magnétique furent réalisées par Rothé en divers points de la côte, via une station magnétique équipée d'un variomètre de Schmidt. Ces mesures mirent en évidence une diminution de la composante verticale du champ magnétique d'environ 150 gammas due à des filons basaltiques. Avec les mesures effectuées sur les basaltes tertiaires d'Alsace, elles étaient les premières à montrer l'inversion du champ magnétique terrestre.

#### Courants telluriques
Pour éviter les problèmes liés au gel et dégel du sol, les deux lignes sont installées dans le fond de deux lacs gelés, distant de 1 500 mètres l'un de l'autre. Le courant qui circule est très faible, mais il peut être mesuré par le matériel disponible : un galvanomètre Desprez-D'arsonval et un milli-ampèremètre à plume.
Les mesures réalisées mettent en évidence que la variation du courant tellurique est induite par la variation du champ magnétique.

#### Rôle des tâches solaires
L'attention des membres de la mission a été attirée par d'importantes perturbations magnétiques et aurorales qui s'étaient produites en février 1933 - 14 jours après le passage au méridien d'un important groupe de taches. Les scientifiques de la mission émettent de nombreuses hypothèses mais la seule conclusion à laquelle ils arrivent est que les taches solaires sont les témoins d'une activité solaire plus grande sans qu'on puisse affirmer que ces taches soient la cause des phénomènes géophysiques étudiés (perturbations magnétiques et aurorales).

#### Météorologie et aérologie
Le programme de la mission prévoyait de nombreuses observations météorologiques : mesures au sol, pression, température, vitesse et direction du vent, insolation, observation des nuages, ..., et aussi l'exploration de l'atmosphère par ballons-pilotes et radio-sondes.
Afin de déterminer la surface de discontinuité (limite entre l'air froid polaire et l'air chaud d'ouest) en altitude, la station a exécuté journellement plusieurs sondages par ballons-pilotes : les enregistrements de la projection horizontale de la trajectoire du ballon étaient automatiques grâce à l'emploi du théodolite enregistreur Le Prieur mis au point par l'Office national météorologique ; pendant la nuit polaire, les visées se faisaient sur un lampion emporté par le ballon.
Les recherches ont également porté sur la température de la haute atmosphère et les scientifiques ont cherché à déterminer l'altitude de la stratosphère (couche à partir de laquelle la température cesse de décroître). La technique habituelle (ballon porteur d'un panier contenant un baro-hygro-thermographe et un parachute) ne pouvant être utilisée dans ces régions inhabitées, le commandant Bureau et l'observatoire de Trappes ont conçu, avant le départ de la mission, un radio-sonde comportant un barothermographe et un circuit émetteur sur ondes courtes emportés par un ballon. Il suffit à la station réceptrice d'inscrire sur un oscillographe des signaux dont la durée est proportionnelle à la température et à la pression à tout instant de la montée du ballon.

## Mémorial
Pour marquer leur passage au détroit de Scoresby et le succès de la première expédition française ayant hiverné au nord du cercle polaire, les membres de la mission ont érigé un mémorial peu avant leur départ en 1933.
Construit par les mécaniciens Broudin et Delaporte à partir de 8 bidons de 200 litres, peints en blanc, soudés entre eux, remplis de pierre et solidement maintenus par des haubans, il comporte sur son socle en bois, deux plaques de laiton, l'une donnant la position géographique où se trouvait la mission et l'autre dédiée à Paul Doumer, président de la république française, assassiné en 1932. Son œuvre Le Livre de mes fils, scellée dans une feuille de plomb, a été déposée par Broudin, à l'intérieur du socle.
Une autre plaque a également été posée à Ker Virginie avec la mention « À Virginie Hériot, en souvenir et en gratitude pour ce qu'elle a fait pour la Marine ».
Le mémorial a témoigné jusqu'au début de l'année 1973, soit près de 40 ans, où une tempête l'a mis à terre.

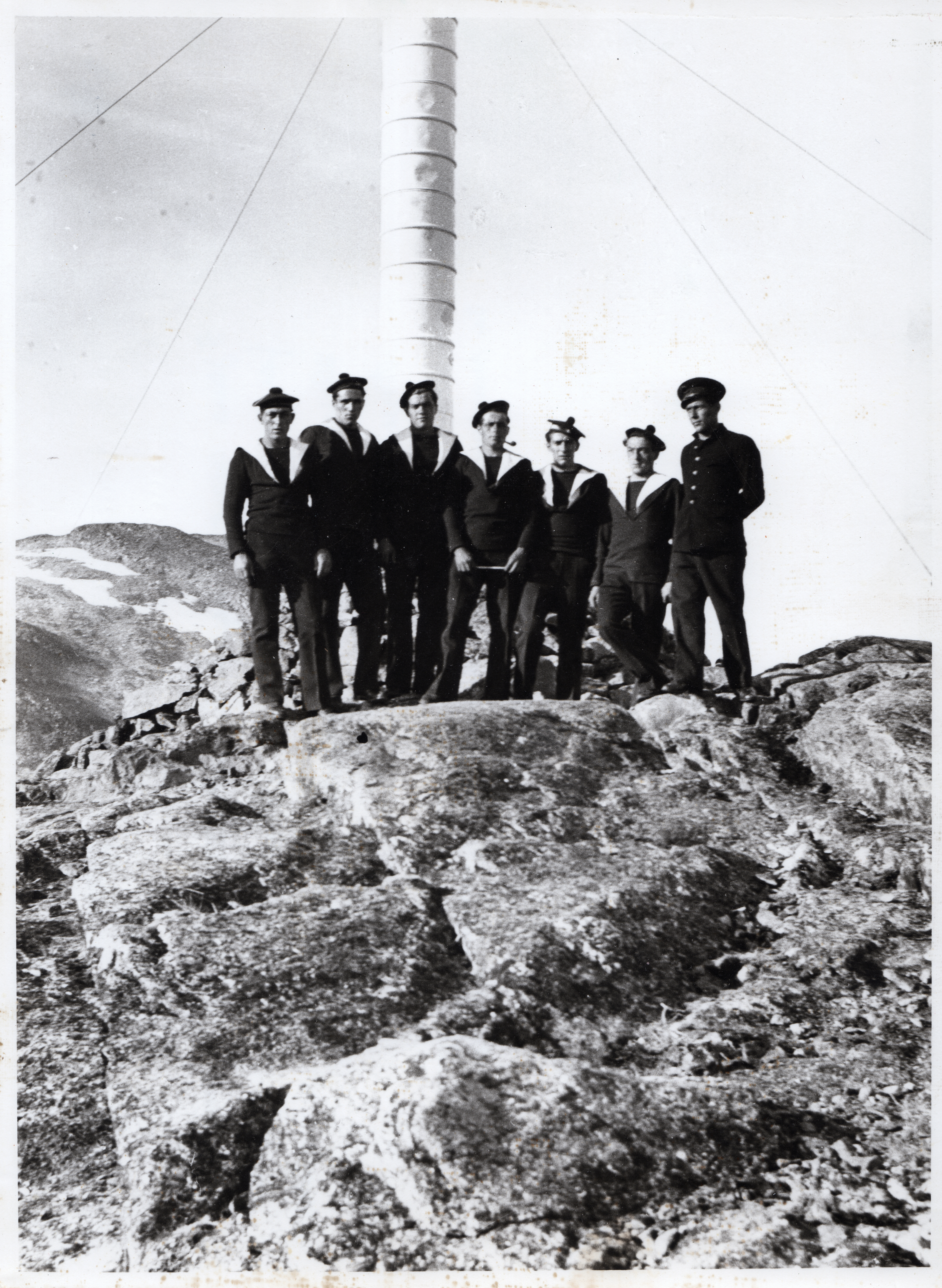
Les quartiers-maitre de la mission : Chapelain, Garrigou, Broudin (avec sa pipe), Lozahic, Le Diraison, Delaporte, Herry (en second-maître), devant le mémorial.
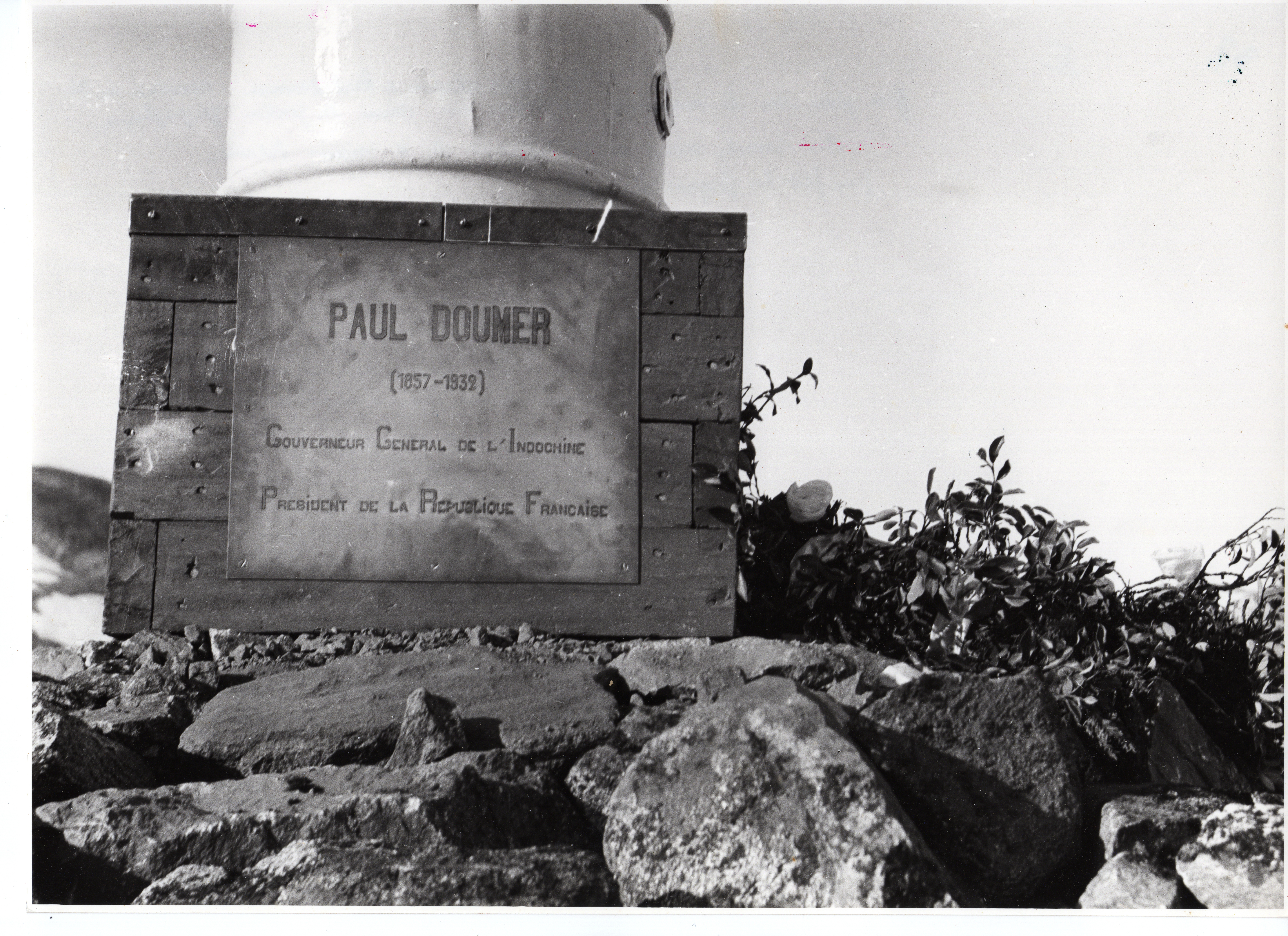
Socle du mémorial avec la plaque en laiton à la mémoire de Paul Doumer.
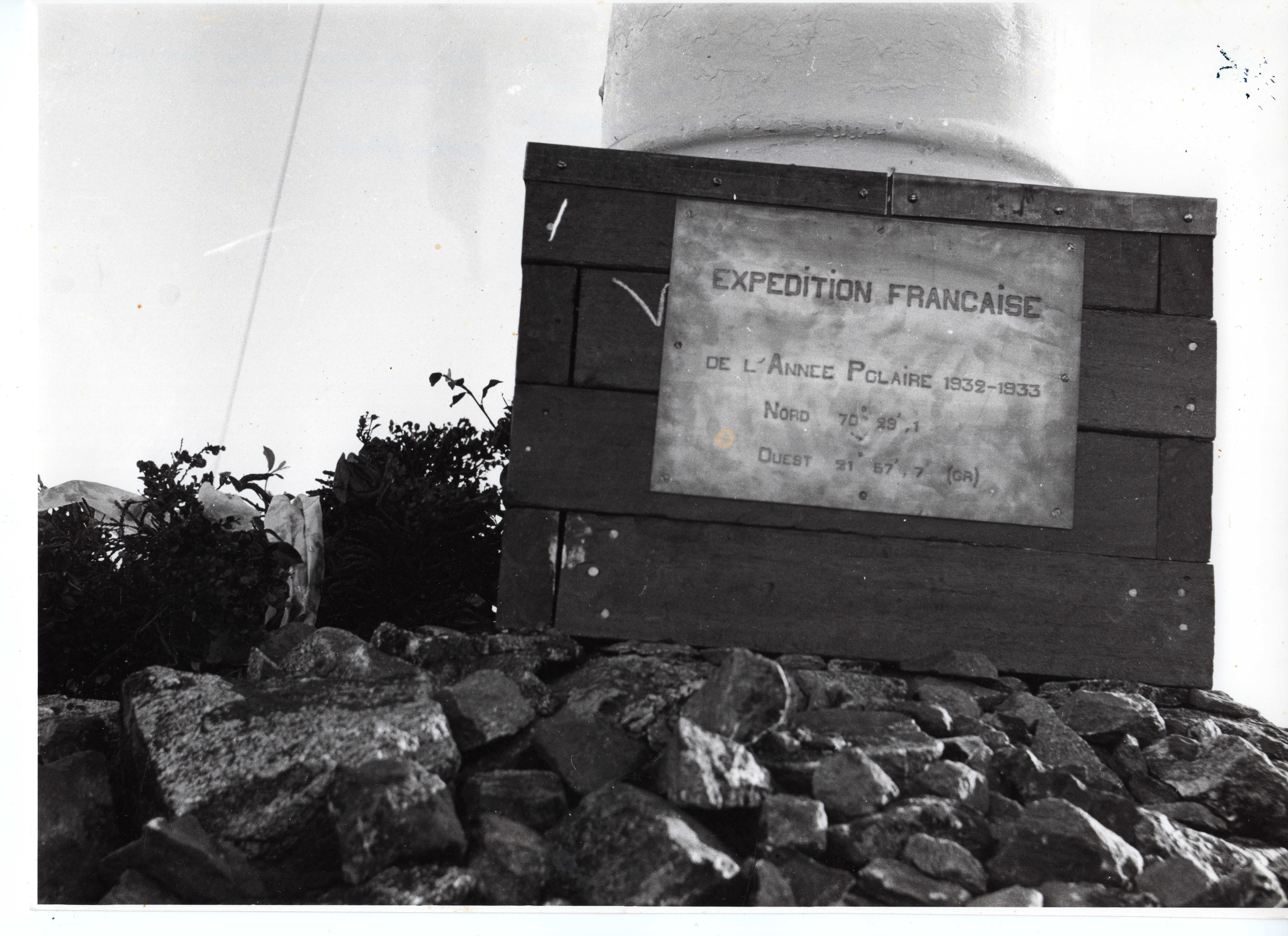
Socle du mémorial avec la plaque en laiton avec les coordonnées géographiques de la mission polaire.

## Film
Un film a été réalisé par l'enseigne de vaisseau Auzanneau et un extrait peut être consulté  : Mission polaire (source : ECPA - Référence : SCA 257)